# 服部嘉十郎
服部 嘉十郎（はっとり かじゅうろう、弘化2年（1845年） - 明治13年（1880年））は、越中国高岡（現在の富山県高岡市）の文化・教育などに功績のあった江戸時代・明治時代の町役人・政治家。高岡城址を公園として整備した「高岡古城公園」の創設者である。

## 来歴

### 誕生 - 幼少期
高岡由緒町人天野屋の13代目として、弘化2年（1845年）8月9日に生まれる。父は高岡町藩政時代最後となる総町年寄、服部三郎左衛門元業、母は同じく由緒町人富田家（横町屋）8代善五郎の長女、民子である。名は元善、初め嘉十郎を通称とし、のちに伝兵衛、再び嘉十郎と改めた。姉に正子、妹に利久子がいたがいずれも夭折したため、嘉十郎は一人息子と同じように育った。
3歳で字を知り、8歳の時津島北渓に学び、のちに福光の宮永叙園に師事。幼い頃より経史、詩文、和歌のほか書画もよくした温厚篤学の君子人であった。

### 町役人・政治家として
明治元年（1868年）10月、24歳で家督を継ぎ、同月、高岡学館督学となる。この年は大飢饉が起こったが、貧民救済に奔走し、一人の餓死者も出すことはなかった。廃藩置県後の高岡の所属は目まぐるしく変わったが、明治5年（1872年）5月には郷長兼戸長に、翌年には第17大区区長（現在の高岡市長に相当）となる。
明治7年（1874年）片原町に開校した南之小学校に育英小学校と名づけ、教育第一主義を堅持し校舎新築に取り組む。明治9年（1876年）3月、高岡学館跡に北陸随一と言われた高岡育英小学校を落成、教育界でも多大な貢献をした。
嘉十郎の功績で見逃せないのは、高岡古城公園の創設である。金沢藩は明治3年（1870年）、財政的な事情から突如、高岡城跡を民間に払い下げて開墾する旨の通達を出した。それを受けて七尾県は払い下げを断行、落札者も決定していたが、嘉十郎や後に市長となった鳥山敬二郎らの請願運動が実を結び払い下げは取り消され、開墾されることなく2年後の明治8年（1875年）7月4日、高岡城跡は正式に公園として指定された。1955年（昭和30年）、開園80周年記念にあたり、古城公園中の島に「服部嘉十郎先生頌徳碑（しょうとくひ）」が建立されている。

### 晩年
嘉十郎は27歳の時に妻の文子を20歳で亡くし、父も明治3年（1870年）から眼病のために盲目となり、更に寝たきりとなってしまうなど、家庭の不幸が続いた。嘉十郎は11年間昼夜父親の看護に努め、その間依願退職と復職を繰り返し、そのうち嘉十郎自身も31歳より肺結核を患い、父の死の2ヵ月後の明治13年（1880年）3月27日に34歳で逝去した。号は孝徳院道元日務居士。高岡市日向山妙国寺 (富山市)に墓がある。

## 服部家の系譜
父方の家系である天野屋の初代・服部甚吉連久（つれひさ）は、美濃郡上の出身で、先祖は服部伊賀守宗純。天正年中、前田利家の越前府中時代に御用商人として召抱えられる。後に利長に従い、越中守山から富山に移った際に天野屋三郎右衛門を名乗った。三郎左衛門は二代目正知であり、後に天野屋伝兵衛を家督の名にする。
正知には12子があり、柳沢吉保に仕え、荻生徂徠の高弟として江戸時代の文壇を引っ張ってきた服部南郭は彼の外孫に当たる。正徳元年（1711年）第4代の伝兵衛正武の時、藩主の宿である御本陣に指定され、天保4年（1833年）には「服部」姓が苗字御免になり、高岡由緒町人筆頭として260年以上も高岡の町年寄、町役人を断続的ながらも勤めた。

## 著書
- 十七條憲題 教義畧説 服部嘉十郎著、西京 文求堂、明治12年12月官許